# Nāgārjuna
Pour les articles homonymes, voir Nāgārjuna (homonymie).
Nāgārjuna, ou Nagardjouna, est un moine, philosophe, écrivain bouddhiste indien (IIe - IIIe siècle), fondateur de l'école Madhyamaka et originaire de la région correspondant à l'Andhra Pradesh actuel. Beaucoup de points sur son existence relèvent de récits mythiques, si bien qu'il est difficile de dissocier les apports ultérieurs des éléments de sa vie originelle.

## Éléments biographiques

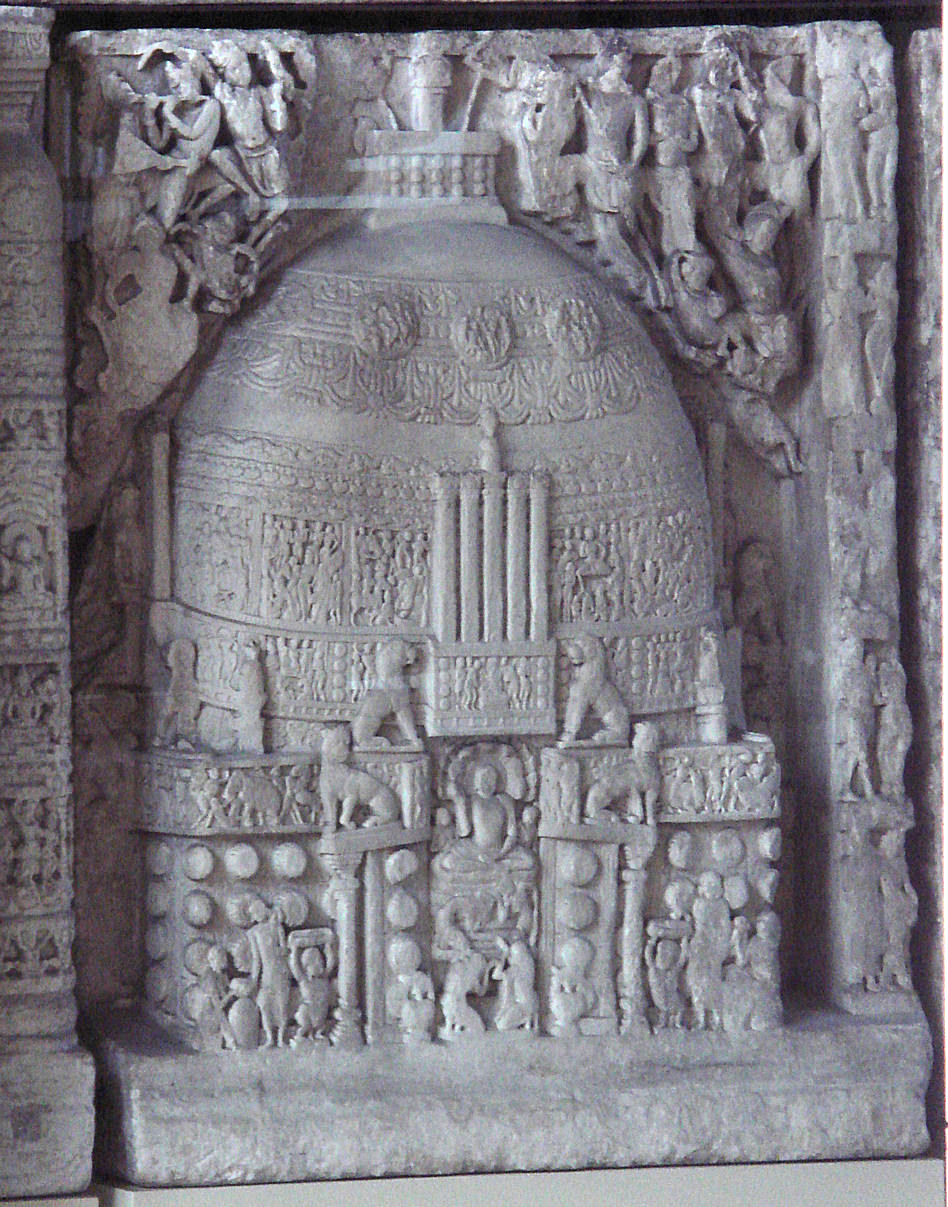
Bas-relief du stūpa d'Amaravati IIe siècle, proche de Nagarjunakonda dans l'Andhra Pradesh où aurait vécu Nāgārjuna à la même époque, British Museum.

Compte tenu de la longueur exceptionnelle que l'on prête à sa vie (plus de 600 ans), il est vraisemblable qu'il y eut plusieurs personnes portant ce nom. On peut cependant le situer vers le IIe siècle par son texte Lettre à un ami (Suhṛllekha) qu'il aurait adressé au roi Gautamiputra de la dynastie Shalivahana.

### Moine précurseur dans l'Andhra Pradesh
Sa vie n'est pratiquement pas connue. La légende le fait naître dans une famille de brahmanes, ce qui expliquerait qu'il fut le premier penseur important du bouddhisme à avoir utilisé le sanskrit et non le pali dans ses écrits. Il serait né dans une région au sud-est de l'Inde correspondant à l'Andhra Pradesh actuel, proche de Nagarjunakonda (qui porte son nom aujourd'hui en son honneur).
La région était alors dirigée par les Satavahana qui soutinrent le bouddhisme comme en témoignent différents temples bouddhistes de cette époque et les extraordinaires bas-reliefs de stūpas retrouvés sur le temple bouddhiste d'Amaravati. Il fut l'un des premiers abbés de Nâlandâ. Nâlandâ n'était alors qu'un monastère de taille modeste. Ce n'est que plus tard qu'elle devint la plus grande université de l'Inde ancienne. L'université de Nâlandâ fut toujours extrêmement fière d'avoir eu Nāgārjuna comme l'un de ses abbés.

### Voyage pluriséculaire dans le monde des Nāga
Une autre tradition rapporte que Nāgārjuna serait allé dans le monde des Nāga, des divinités serpentiformes. De là proviendrait son nom : Nāga - arjuna, « celui qui subjugue les Nāga ». Il aurait été amené à demeurer dans ce monde car, alors qu'il prêchait la doctrine bouddhiste, son attention fut attirée par des êtres humains dont émanaient une aura surnaturelle et un parfum suave, et qui étaient en fait des Nāga ayant pris l'apparence humaine pour pouvoir suivre son enseignement.
Ayant été démasqués, ceux-ci l'invitèrent à venir dans leur monde où ils conservaient les Prajnāpāramitā-sūtra. Mais le temps dans le monde de ces êtres s'écoule plus lentement que le temps dans le royaume des êtres humains. Après y avoir résidé quelque temps, il revint dans le monde des humains, mais près de 600 ans s'étaient écoulés depuis son départ.
À son retour, il révéla aux humains tous les Prajnāpāramitā-sūtra qui constituent la majeure partie du deuxième tour roue du Dharma. Selon la tradition indo-tibétaine, le Bouddha donna ces enseignements au Pic des Vautours près de Rajagriha (actuellement Rajgir). Il ne donna les enseignements de la Prajnaparamita, qui établissent la doctrine de la Vacuité, qu'à ses disciples les plus intelligents. Ces enseignements, trop difficiles pour les gens de l’époque, devaient être conservés dans le monde des Nāga et transmis à Nāgārjuna.

### Les autres Nāgārjuna
Comme le remarque Joseph Walser, plusieurs auteurs se sont servis du nom Nāgārjuna comme nom de plume. On peut ainsi distinguer :
- un Nāgārjuna tantriste, auteur de Pañcakrama (Les cinq phases) et probablement du Guhyasamājatantraṭika[6] ;
- un Nāgārjuna médecin ;
- un Nāgārjuna alchimiste, auteur de Rasaratnâkara (Océan de mercure) (Dominik Wujastyk, 1984)[7].

## Œuvres attribuées
Selon le Mahāyāna, le Bouddha aurait prophétisé la venue de Nāgārjuna comme celui qui devait donner le sens véritable de ses enseignements.
L'essentiel de l'œuvre de Nāgārjuna consista à présenter, expliquer et démontrer l'enseignement de la Vacuité contenu dans les Prajnāpāramitā-sūtra. Il fut le plus grand théoricien de la doctrine madhyamaka, la Voie du Milieu.
L'ouvrage le plus célèbre de Nāgārjuna est la Prajñānāma mūla madhyamaka kārikā, « Les stances-racine de la voie du milieu ». Ce livre est aussi connu sous le nom plus simple de Madhyamaka shastra, le « Traité du Milieu ». La tradition lui attribue par ailleurs un grand nombre d'autres textes.
Christopher Lindtner compte treize œuvres conservées (pas toujours dans l'original sanskrit) d'authenticité, selon lui, certaine :
1. Mūlamadhyamakakārikā (« Versets sur la voie du milieu prise à sa racine[9] ») ;
2. Śūnyatāsaptati ;
3. Vigrahavyāvartani (« l’arrêt des discussions[9] »);
4. Vaidalyapakaraṇa ;
5. Vyavahārasiddhi ;
6. Yuktiṣaṣṭika (« Soixante versets sur le raisonnement[9] »);
7. Catuḥstava (« les Hymnes[9] »);
8. Ratnāvalī ;
9. Pratityasamutpādahṛdayakārikā ;
10. Sūtrasamuccaya (« Compendium des Sūtra[9] »);
11. Bodhicittavivaraṇa (« Exposition de l’Appel de l’Éveil[9] »);
12. Suhṛllekha ;
13. Bodhisaṃbhāra[ka] [titre reconstitué, le texte n'est pas conservé en sanskrit].

Cette liste, qui exclut nombre d'ouvrages d'authenticité douteuse attribués à Nāgārjuna par la tradition, a tout de même été jugée trop généreuse par une part de la recherche plus récente.

## Conceptions et pensée

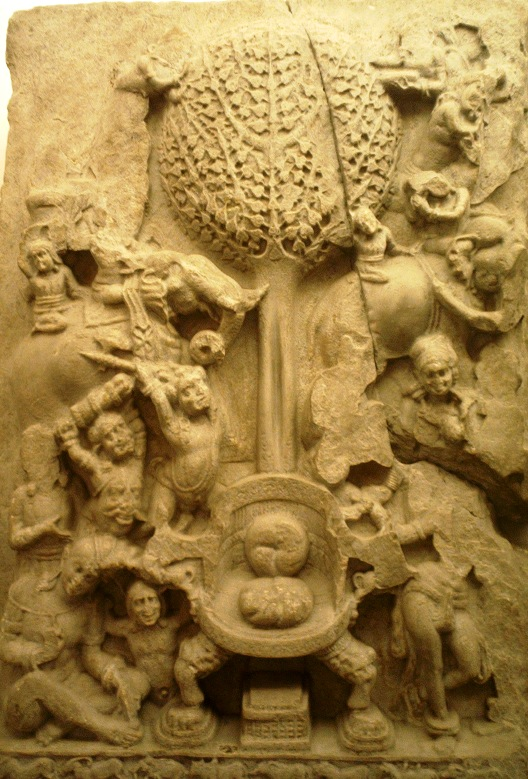
Bas-relief du stūpa d'Amaravati IIe siècle, proche de Nagarjunakonda dans l'Andhra Pradesh où aurait vécu Nāgārjuna à la même époque, Musée national des arts asiatiques - Guimet.

### Réflexions sur la vacuité
Toute la pensée logique de Nāgārjuna tend à prouver la vacuité d'existence propre (śūnyatā) des phénomènes à partir de l'enseignement central du Bouddha de la production codépendante ou coproduction conditionnée (pratîtya samutpāda).
En effet, Nāgārjuna déclare :

« C'est la coproduction conditionnée que nous entendons sous le nom de vacuité. C'est là une désignation métaphorique, ce n'est rien d'autre que la voie du milieu [le Madhyamaka] (24, 18). »

La vacuité s'oppose frontalement à la conception née de nos habitudes mentales qui suppose une existence réelle aux choses et qui s'exprime intellectuellement dans un concept clef de la métaphysique traditionnelle de l'Inde : svabhāva [être propre, existence propre] et que Nāgārjuna bat en brèche dans ses textes philosophiques.
Nāgārjuna prouve en effet à longueur de ses écrits l'absurdité de ce concept d'existence propre qui se surajoute au réel. L'existence propre des phénomènes comme l'existence propre du « je » est illusoire, un mirage, un songe. Si sur le plan de la vérité absolue, Nāgārjuna professe la vacuité, śūnyatā, sur le plan de la vérité relative, il déclare que tous les phénomènes sont illusoires.
Nāgārjuna dit, en effet :

« Passions, actes, agents, fruits ressemblent à une ville de génies célestes, sont pareils à un mirage, à un songe (17,33). »

### Un monde dénué d'existence propre
Nāgārjuna va plus loin : le mouvement et donc le changement sont vides d'une existence propre; le temps est également vide d'une existence propre ; le nirvâna est vide d'une existence propre ; et même le Bouddha en personne est vide d'une existence propre, une illusion, un songe, un rêve. Il prouve l'impossibilité de saisir rationnellement la causalité elle-même: il nie l'efficience même de la cause dans l'acte causal lui-même (Démonstration des éclats de diamant). Il dit, en effet :

« Jamais, nulle part, rien qui surgisse, ni de soi-même, ni d'autre chose, ni des deux à la fois, ni sans cause (1,1). »

Pour autant, tout n'est pas qu'un vaste néant aux yeux de Nāgārjuna. Les choses sont vides, mais elles apparaissent en dépendance d'autres phénomènes, de la même manière que le rêve n'est bien sûr pas réel, mais pourtant s'est produit, troublant le dormeur de ses charmes et apparences. C'est pourquoi Nāgārjuna prétend se situer au milieu entre l'extrême de l'existence et l'extrême de la non-existence ou néant.
Lorsqu'il dit que les phénomènes sont vides d'existence intrinsèque, Nāgārjuna dit précisément qu'« ils sont libres de permanence et de non-existence ». En effet, il énonce :

« Dire « il y a » c'est prendre les choses comme éternelles [c'est-à-dire qu'elles durent], dire « il n'y a pas pas » c'est ne voir que leur anéantissement [c'est-à-dire qu'elles n'existent pas]. (15, 10). »

C'est pourquoi il a appelé son école, l'école du Milieu, le Madhyamaka, référence implicite au tout premier enseignement du Bouddha aux cinq disciples de Bénarès où le Bouddha décrit sa doctrine comme Voie du Milieu (ou voie moyenne).

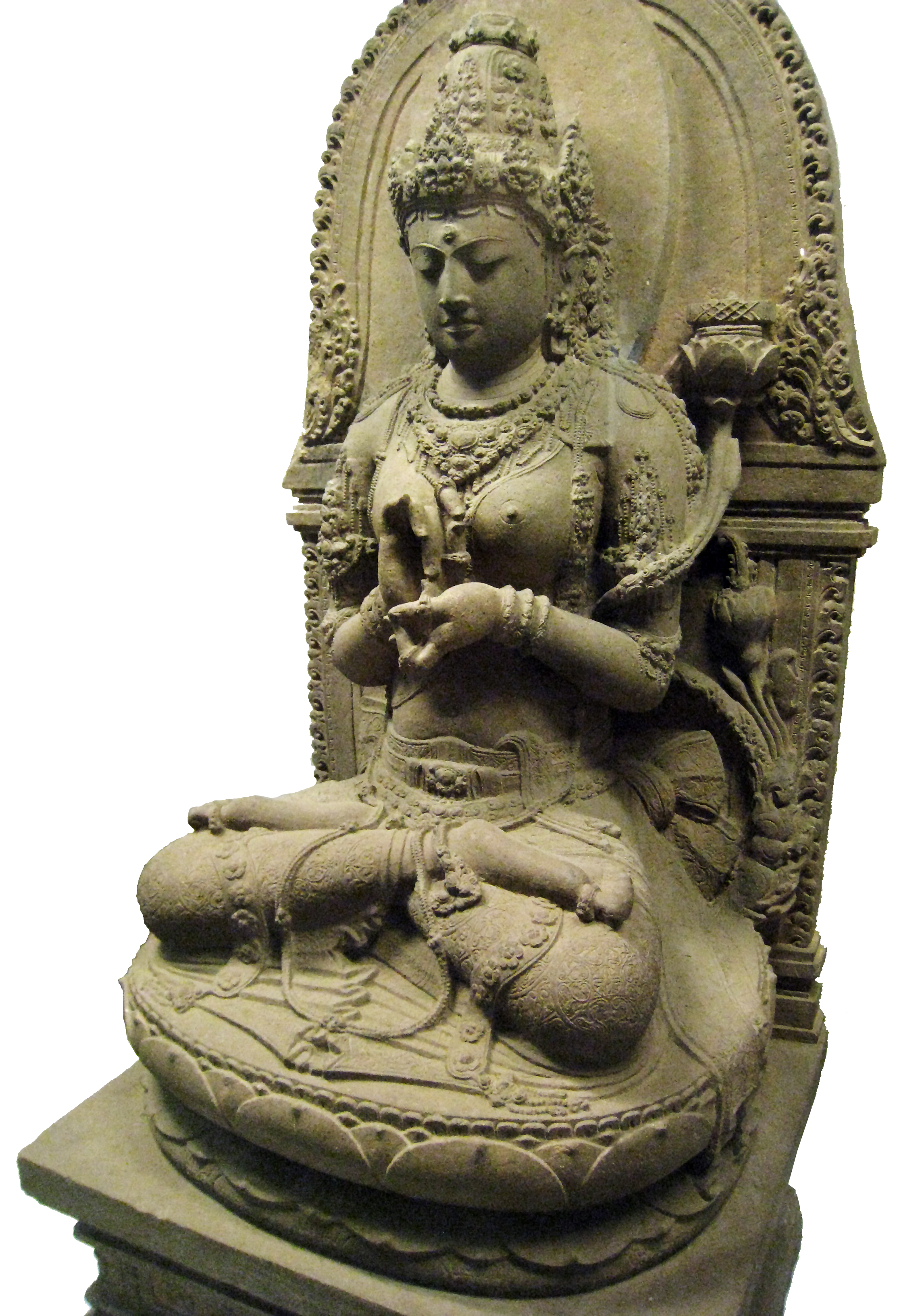
La Prajnaparamita, statue de Java, XIIIe siècle, Singasari.

Toute l'œuvre de Nāgārjuna a pour but de déconstruire l'esprit ordinaire, conceptuel, pour qu'apparaisse « la connaissance principielle » (Prajñā dans un premier temps puis Jñāna), qui seule peut donner accès à la compréhension de la réalité.

### Lasagesse transcendantecomme fondement
La connaissance directe de la vacuité (prajna) à l'aide de cette « sagesse transcendante » (jñāna) est omniprésente, en arrière-plan, dans le deuxième tour de roue du Dharma et donc chez Nāgārjuna, puisque la plupart des textes de ce deuxième tour de roue du Dharma qui ont été redécouverts par Nāgārjuna s'appellent justement les Prajnāpāramitā-sūtra. La version tibétaine du Sūtra du Cœur commence d'ailleurs par un hommage à cette prajñā:

« Inconcevable et inexprimable, 

la prajnaparamita non née et sans cessation 

a une nature semblable au ciel

et ne peut être éprouvée que par la sagesse du discernement : 

Hommage à la Mère des Bouddhas des trois temps. »

Dans le Catuḥstava, Nāgārjuna rend directement hommage à la réalité ultime telle qu'elle ne peut être comprise que par cette sagesse transcendante. Le Catuḥstava est, en effet, une suite de quatre hymnes en son honneur. Ces hymnes révèlent bien l'objectif ultime de Nāgārjuna et pourquoi il ne fait que très rarement référence directe à cette « réalité ultime » car elle est justement au-delà de toute formulation par la logique et le langage :

« 1. Comment Te louerais-je, Seigneur, Toi qui sans naissance, sans demeure, surpasses toute connaissance mondaine et dont le domaine échappe aux cheminements de la parole.

2. Pourtant, tel que Tu es, accessible au [seul] sens d'Ainséité [la Nature absolue], avec amour je [Te] louerai, ô Maître, en recourant aux conventions mondaines.

3. Puisque, par essence, Tu ne sais pas, en Toi, point de naissance, point d'allée ni de venue. Hommage à Toi, Seigneur, à Toi le Sans-nature-propre !

4. Tu n'es ni être ni non-être, ni permanent ni impermanent, ni éternel. Hommage à Toi, le Sans-dualité ! »

### Par-delà lenihilisme
Lilian Silburn conclut :

« Nāgārjuna n'est nullement un nihiliste, un sceptique ou un relativiste. Sa dialectique n'a de sens qu'en fonction de l'expérience ineffable de la Réalité absolue. Et cette Réalité, on ne peut la suggérer qu'au moyen de paradoxes ou encore en affirmant hautement ce qu'elle n'est pas ; telle est justement l'œuvre de la dialectique de Nāgārjuna. Selon la belle formule de  Candrakīrti : « La Réalité absolue est le silence des mystiques. Dès lors comment pourrait-on en discourir avec eux ? » »

D'autre part, il y a un lien très profond entre la notion de vacuité centrale pour Nāgārjuna et celle de bodhisattva. Toute la pensée de Nāgārjuna est totalement liée à la compassion universelle et au vœu du Bodhisattva. Le Bodhisattva est celui qui « renonce à entrer dans l'état de nirvāna et se destine à devenir un Bouddha en œuvrant pour le bien d'autrui et qui développe la bodhicitta. ».
La pensée de Nāgārjuna non seulement n'a rien à voir avec le nihilisme mais, réellement comprise dans son lien profond avec l'interdépendance, elle mène à la responsabilité universelle et au respect non seulement de tous les êtres sensibles mais aussi de notre environnement.

## Influences et postérité

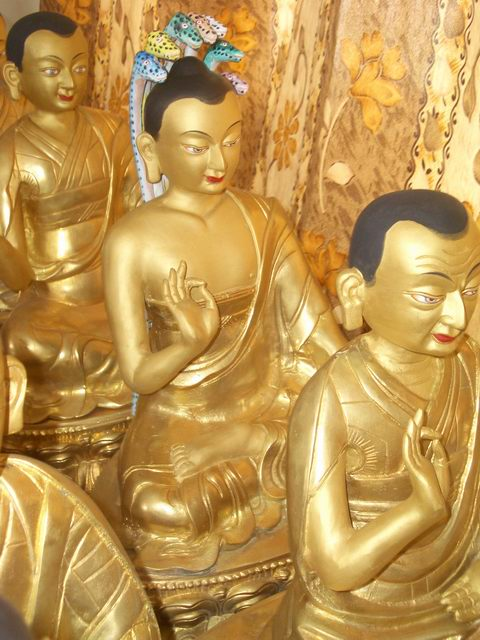
Statue dorée de Nāgārjuna dans un monastère tibétain près de Kullu en Inde.

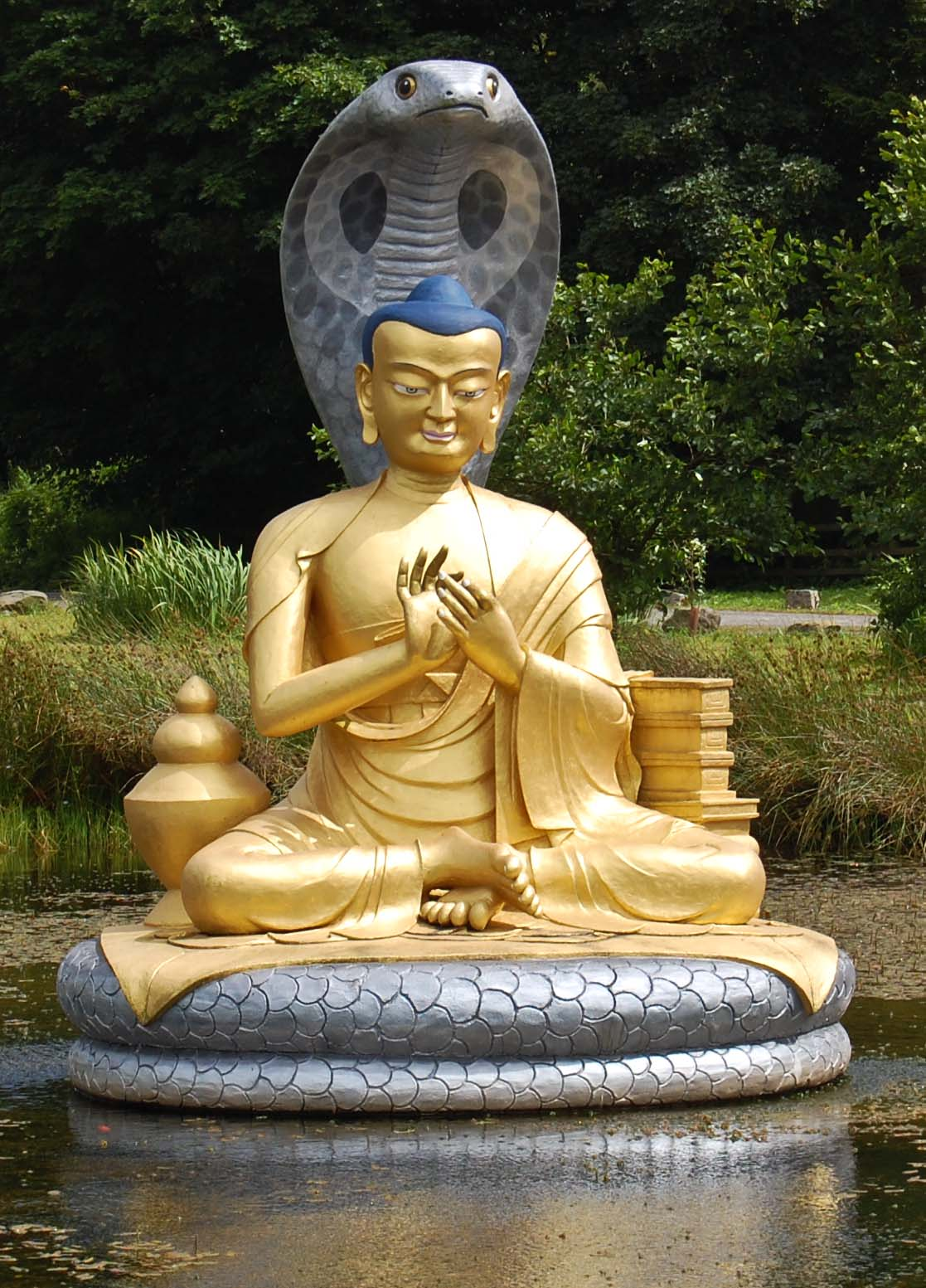
Nāgārjuna au monastère Samye Ling en Écosse.

Nāgārjuna est un des grands philosophes et métaphysiciens du bouddhisme Mahāyāna et le fondateur de l'école Madhyamaka.
Il est également compté parmi les quatre-vingt-quatre mahāsiddhas, les « grands accomplis » du bouddhisme tantrique tibétain. La tradition du bouddhisme Shingon, quant à elle, voit en lui son troisième patriarche — il aurait reçu directement l'enseignement ésotérique de Vajrasattva —, celle du Zen le considère comme son quatorzième patriarche et il serait aussi à l'origine, voire le fondateur, de l'école Tiantai en Chine.

### Un impact majeur sur la tradition tibétaine
Sa pensée eut un impact majeur sur tout le Vajrayāna : toutes les branches du bouddhisme tibétain se considèrent comme relevant du Madhyamaka. En particulier, l'œuvre de Nāgārjuna telle qu'elle fut comprise et commentée par le maître indien Candrakîrti  (VIIe siècle) puis par le maître tibétain Tsongkhapa (1357-1419), fondateur de la branche gelugpa du bouddhisme tibétain, eut un impact considérable sur la doctrine bouddhiste au Tibet, peut-être plus encore à partir de l'arrivée au pouvoir des gelugpa au XVIIe siècle,. Selon la tradition tibétaine, c'est Nāgārjuna qui transmit le Guhyagarbha tantra à Padmasambhava (le fondateur du bouddhisme tibétain) et Vimalamitra, un tantra fondamental de la première diffusion du Bouddhisme au Tibet,.
Il faut surtout noter son apport essentiel à la logique, par l'usage systématique qu'il fit du tétralemme, sa réfutation de la logique indienne, en particulier des thèses du Nyâya sûtra le conduisit à utiliser trois types de réfutation : l'impossibilité logique (na yujyate), l'impossibilité réelle (nopapadyate), le constat d'inexistence (na vidyate).
Sa renommée s'est étendue dans tout le monde bouddhiste où il est vénéré sous différents noms : chinois : Long Shu 龍樹, Long Meng 龍猛, Long Sheng 龍勝 ; japonais : Ryûju, Ryûmyô bosatsu ; tibétain : Klu-sgrub ; mongol : Naganchuna Bakshi.

### Dans l'enseignement contemporain
Nāgārjuna intègre en 2021 la liste officielle des auteurs au programme du baccalauréat de philosophie de l’Éducation Nationale française.

### Traductions en français
- Traité du milieu (Mâdhyamaka-shâstra, ou Mûlamadhyamaka-kârikâ), traduit par Georges Driessens sous la direction de Yonten Gyatso, Seuil, coll. "Points/Sagesses", Paris, 1995, 323 p.
  - Mûlamadhyamakakârikâ. Stances du milieu par excellence, traduit par Guy Bugault, Gallimard, coll. "Connaissance de l'Orient", Paris, 2002. Réédition Gallimard, coll. "Tel", 2022, 372 p.
- Conseils au roi (La Guirlande précieuse de conseils au roi, Ratnâvalî), traduit par Georges Driessens sous la direction de Yonten Gyatso, Seuil, coll. "Points/Sagesses", Paris, 2000, 149 p.
- La Lettre à un ami (Suhṛllekha), traduit par Georges Driessens & Michel Zaregradsky, éd. Dharma, 1981.
  - Lettre à un ami (Suhṛllekha), traduit par le Comité Padmakara et commenté par Kangyour Rinpoché, éd. Padmakara, Saint-Léon-sur-Vézère (France), 2007.
- Le Traité de la grande vertu de sagesse (Māhaprajñāparamitopadeśa), traduit du chinois (Kumarajiva) par Étienne Lamotte, Bureau du Muséon, Louvain, 1944 ; Peeters, 1981, 620 p. C. Lindtner conteste l'attribution à Nâgârjuna. Peut-être composé par Kumarajiva. Œuvre d'un bouddhiste sarvāstivādin du début du IVe siècle.
- Le livre de la chance (Anthologie des soutras, Sûtrasamuccaya), traduit par Georges Driessens, éd. Le Seuil, coll. "Points Sagesses", Paris, 2003, 192 p.
- Strophes sur l'essence de la production interdépendante (Pratîtyasamutpâda hrdaya kârikâ), trad. Christian Magis, Rigpa, 2016[28].
- Virmalakîrtinirdesa. L'enseignement de Vimalakîrti, trad. Etienne Lamotte, Université de Louvain, 1962.

### Études
- Jacques May, Les vers didactiques fondamentaux sur la doctrine de la voie du milieu (Mûla-Madhyamaka-kârikâ) de Nâgârjuna; cours édité par Jérôme Ducor et Henry W. Isler, avant-propos de Tom. J. F. Tillemans; pp. 662 ; Genève, Librairie Droz, 2024.  (ISBN 978-2-600-06502-3).
- Georges Dreyfus, Les deux vérités selon les quatre écoles, éd. VajraYogini, Marzens, 2000.
- Georges Dreyfus, La vacuité selon l'école mâdhyamika, éd. VajraYogini, Marzens, 1992.
- Jean-Marc Vivenza, Nâgârjuna et la doctrine de la vacuité, Albin Michel, 2001.
- C. Lindtner, Nagarjunaiana. Studies in the Writings and Philosophy of Nâgârjuna, Delhi, Motilal Banarasidas, 1987.
- K. Inada, Nâgârjuna : Mûlamadhyamakakârikâ, Hokuseido Press, Tôkyô, 1970. Sur la biographie.
- André Comte-Sponville, De l'autre côté du désespoir : Introduction à la pensée de Svâmi Prajnânpad, 1997 (lire en ligne)  (ISBN 2863160656).